# Torre Bruciata

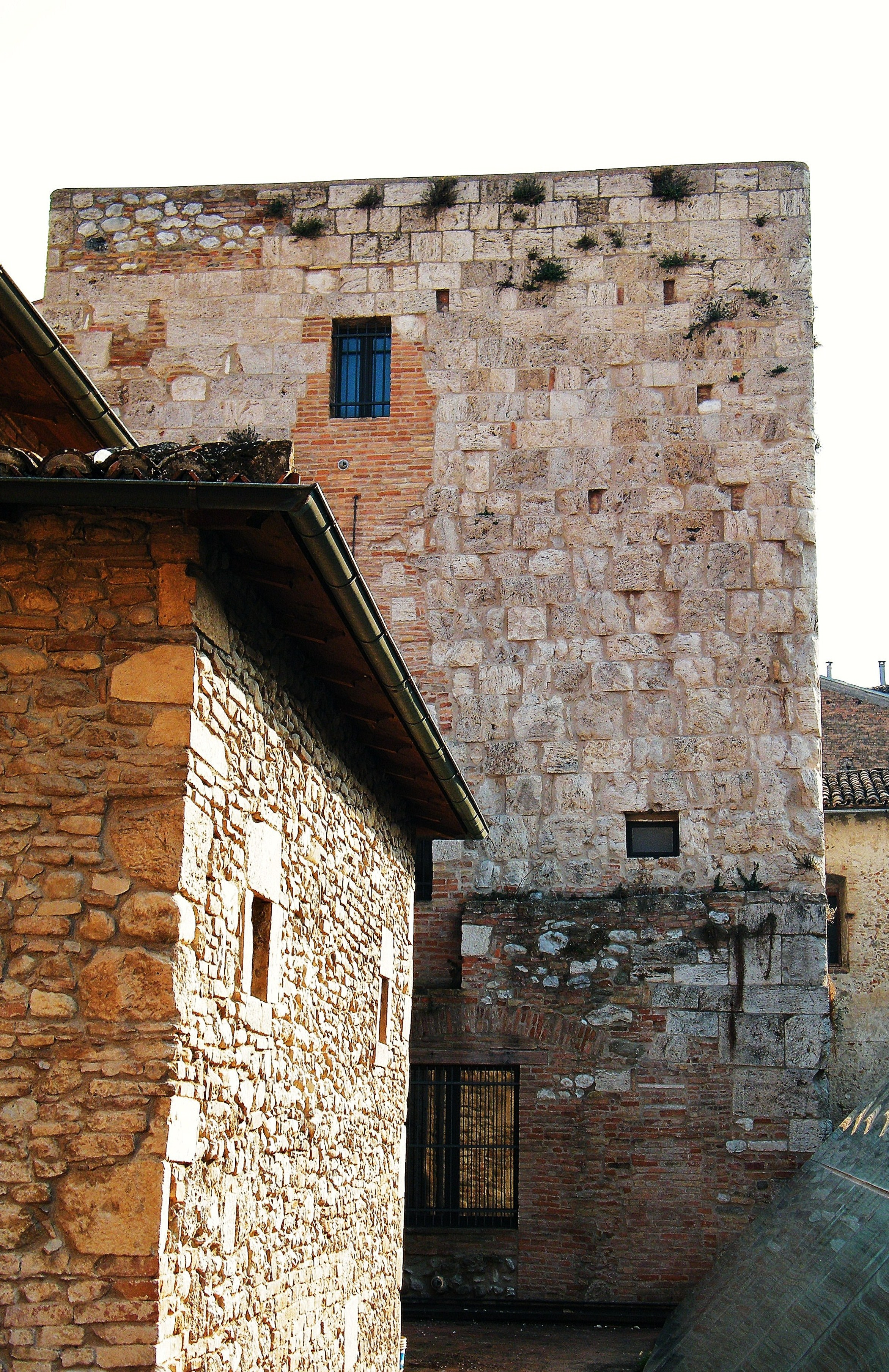
Torre Bruciata.

Bruciata es una torre situada en la plaza de Santa Ana de Teramo (Italia). Originalmente fue un bastión romano construido en opus quadratum en el siglo II a. C.
Posee una base cuadrada de unos 8 metros de lado, con muros de 10 metros de altura y 1,30 de espesor. Para su construcción de utilizaron grandes sillares de mármol travertino. El apelativo bruciata (en español], quedama) viene de las evidencias que subsisten en la torre del incendio de Teramo de 1156, provocado por Roberto III de Loritello. Una de sus funciones históricas fue la de campanario de la iglesia aneja y antiguamente catedral de Santa María Aprutiensis.